# Dur-Sharrukin
Dur-Sharrukin of Doer-Sjarroekin ("Vesting van Sargon", huidige Khorsabad of Chorsabad) was de Assyrische hoofdstad in de tijd van Sargon II van Assyrië. In 713 v. Chr. beval Sargon de bouw van een nieuw paleis en stad 20 km ten noorden van Ninive aan de voet van Gebel Musri. Het land werd gekocht, en de schulden van bouwarbeiders werden tenietgedaan om voldoende arbeidskrachten aan te trekken. Het land dat de stad omgaf werd in cultuur gebracht, en olijfbomen werden aangeplant om de ontoereikende olieproductie van Assyrië te verhogen.
De stad had een rechthoekig plan en mat 1760 op 1635 m. De lengte van de muren bedroeg 16280 Assyrische lengtematen, wat met de numerieke waarde van de naam van Sargon overeenkwam. De stad werd gedeeltelijk gebouwd door krijgsgevangenen en gedeporteerden onder het toezicht van Assyrische ambtenaren die moesten zorgen dat zij voldoende eerbied aan de goden en de koning betoonden. Het hof verhuisde in 706 v. Chr. naar Dur-Sharrukin, hoewel het nog niet volledig klaar was.
De stad werd voor het eerst opgegraven in 1843 door Paul-Emile Botta, de Franse consul te Mosoel. Botta meende dat Khorsabad de plaats van het Bijbelse Niniveh was.